# Ostrvica (montagne)
Pour les articles homonymes, voir Ostrvica.
Le mont Ostrvica (en serbe cyrillique : Острвица) est un sommet de Serbie. Il fait partie des monts Rudnik et s'élève à une altitude de 758 m.
Le mont Ostrvica prend la forme d'un cône volcanique.

## Géographie

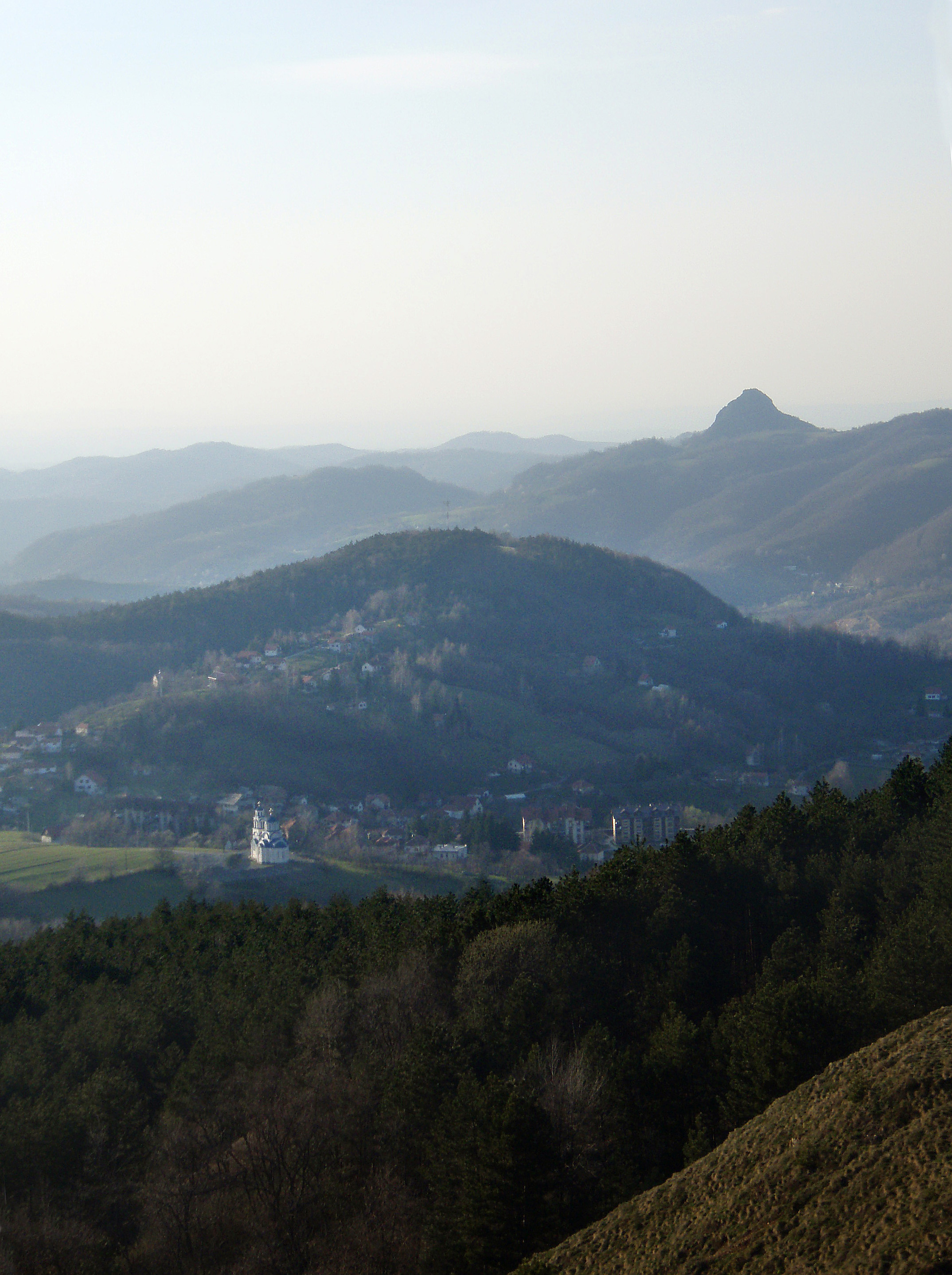
Les monts Rudnik, avec le mont Ostrvica en haut à droite.

Le mont Ostrvica domine les villages de Varnice, Zagrađe, Dragolj et Trudelj, tous les quatre situés dans la municipalité de Gornji Milanovac.

## Histoire
En raison de son emplacement, le mont Ostrvica joua un important rôle défensif au Moyen Âge. Une forteresse y fut édifiée, dont on peut voir les vestiges aujourd'hui. D'après la tradition, cette forteresse aurait été construite sur l'ordre de Jerina Branković, la femme du despote Đurađ Branković. Jerina Branković est morte dans la ville voisine de Rudnik.